# Wioletta Grzegorzewska

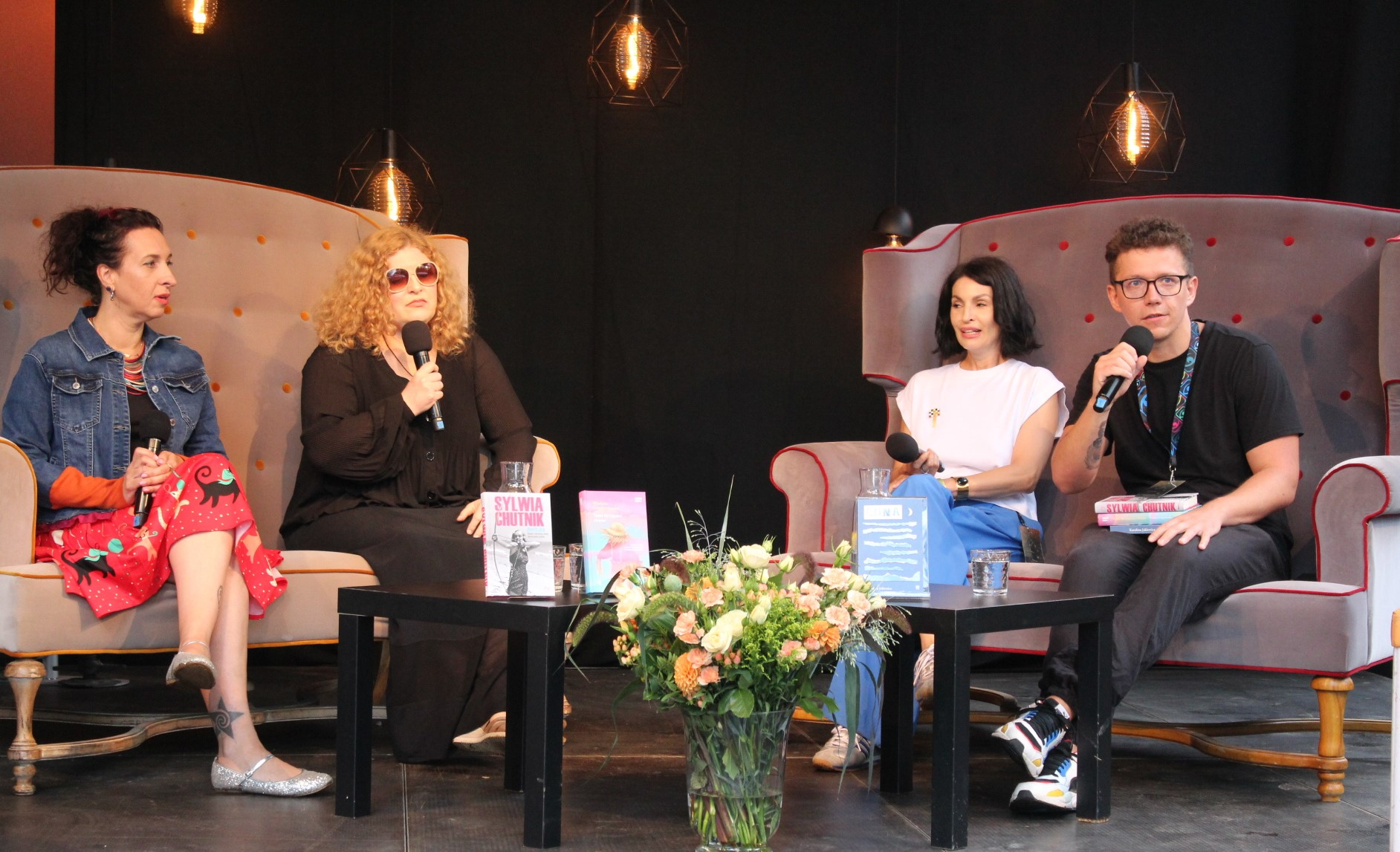
Z S. Chutnik, K. Jaklewicz, W. Mazurem

Wioletta Grzegorzewska, pseudonim Wioletta Greg (ur. 9 lutego 1974 w Koziegłowach) – polska pisarka.

## Życiorys
Urodziła się w Koziegłowach, dzieciństwo spędziła w Rzeniszowie (województwo śląskie). Kilkanaście lat mieszkała w Częstochowie, gdzie ukończyła filologię polską na WSP (obecnie Uniwersytet Jana Długosza w Częstochowie). W roku 2006 wyjechała do Wielkiej Brytanii, mieszkała w Ryde na wyspie Wight, w East Tilbury nad rozlewiskiem Tamizy oraz w Lewes nad rzeką Ouse. W czasie pandemii koronawirusa spędziła z córką rok w brytyjskim schronisku dla kobiet w Seaford. 

## Twórczość
Adaptację książki prozatorskiej Guguły w 2014 wystawiał białostocki Teatr Dramatyczny im. A. Węgierki. Jej wydany w Wielkiej Brytanii zbiór wierszy Finite Formulae & Theories of Chance znalazł się w 2015 w finale do międzynarodowej nagrody Griffin Poetry Prize w Kanadzie. 
Grzegorzewska jest laureatką m.in. Tyskiej Zimy Poetyckiej, Złotej Sowy Polonii w Wiedniu, Nagrody Miasta Częstochowy, Nagrody im. Włady Majewskiej.
Otrzymała nominacje (finałowe) m.in. do nagrody im. Jana Michalskiego w Szwajcarii, Nagrody Literackiej Nike, Nagrody Literackiej Gdynia, nagrody Warwick Prize for Women in Translation, Nagrody Amerykańskiego Stowarzyszenia Tłumaczy Literackich. 
W 2017 nominowana do nagrody Bookera, w 2019 do nagrody „Prix Pierre-François Caillé de la traduction” we Francji.

## Nagrody i nominacje
- 2007 – laureatka „Konkursu Literackiego Polish Books w Londynie”[9]
- 2008 – laureatka VIII Ogólnopolskiego Konkursu na Tomik Wierszy „Tyska Zima Poetycka” na tom wierszy dla autorów po debiucie książkowym[10]
- 2015 – Nagroda Złota Sowa Polonii w Wiedniu za działalność literacką
- 2015 – finał międzynarodowej nagrody poetyckiej w Kanadzie Griffin Poetry Prize(inne języki)
- 2015 – finał Nagrody Literackiej Nike (za Guguły)[11][1]
- 2015 – finał Nagrody Literackiej Gdynia (za Guguły)[12]
- 2017 – nominacja do The Man Booker International Prize (za Swallowing Mercury, czyli Guguły w tłumaczeniu Elizy Marciniak)[13][14]
- 2017 – finał nagrody literackiej im. Jana Michalskiego w Szwajcarii
- 2017 – finał nagrody Warwick Prize for Women in Translation(inne języki)[15]
- 2017 – Nagroda Miasta Częstochowy w dziedzinie kultury
- 2019 – nominacja do nagrody „Prix Pierre-François Caillé(inne języki) de la traduction” we Francji[16]
- 2021 – finał nagrody polskiej sekcji IBBY w kategorii „Książka Roku 2021”, Międzynarodowa Izba ds. Książek dla Młodych (za książkę dla dzieci Lola i ptaki)[17]
- 2022 – Nagroda im. Włady Majewskiej przyznana przez Związek Pisarzy Polskich na Obczyźnie (za „Wilczą rzekę” W.A.B)[18][19]

## Publikacje
- tomy poetyckie
  - Wyobraźnia kontrolowana, Wydawnictwo WSP, Częstochowa, 1997 ISBN 83-7098-413-4.
  - Parantele, Wydawnictwo Bulion, Częstochowa 2003, ISBN 83-917572-6-9.
  - Orinoko, Biblioteka Tyskiej Zimy Poetyckiej, Tychy 2008, ISBN 83-88415-77-8.
  - Inne obroty, Polski Fundusz Wydawniczy w Kanadzie, Stowarzyszenie Literacko-Artystyczne „Fraza”, Toronto-Rzeszów 2010, ISBN 978-0-921724-59-9.
  - Ruchy Browna[20], Towarzystwo Literackie „Li-TWA”, Częstochowa 2011 ISBN 978-83-931495-7-5.
  - Pamięć Smieny/ Smena’s Memory, OFF Press, Londyn, 2011, ISBN 978-0-9563946-8-2.
  - Wioletta Greg, Finite Formulae & Theories of Chance, wiersze przełożył Marek Kazmierski, Arc Publications, Todmorden 2014, ISBN 978-1908376-91-6.
  - Czasy zespolone. Wybór wierszy, Kraków, Wydawnictwo Eperons-Ostrogi, ISBN 978-83-946471-4-8.
- proza
  - Guguły, Wołowiec, Wydawnictwo Czarne 2014, ISBN 978-83-7536-696-9.
  - Stancje, Warszawa, Wydawnictwo W.A.B. 2017, ISBN 978-83-280-4596-5.
  - Dodatkowa dusza, Wydawnictwo Literackie 2020, ISBN 978-83-08-07098-7.
  - Wilcza rzeka, Warszawa, Wydawnictwo W.A.B. 2021, ISBN 978-83-280-9112-2.
  - Lola i ptaki, Harper Collins 2022, ISBN 978-83-276-5892-0.
  - Tajni dyrygenci chmur, Wydawnictwo W.A.B 2024, ISBN 9788383196879.
- antologie
  - Daj słowo, Amnesty International, Zespół AI do spraw Dzieci, Poznań 2007
  - Na końcu świata napisane. Autoportret współczesnej polskiej emigracji, Chorzów 2008, s. 304–305
  - Solistki: Antologia poezji kobiet (1989–2009), red. Maria Cyranowicz, Joanna Mueller, Justyna Radczyńska, Staromiejski Dom Kultury, Warszawa 2009
  - Free Over Blood. New Polish Poets Series, OFF Press, Londyn 2011
  - Warkoczami. Antologia nowej poezji, red. Joanna Mueller, Sylwia Głuszak, Beata Gula, Staromiejski Dom Kultury, Warszawa 2016
  - O psach, Wydawnictwo Czarne 2018
  - 111. Antologia Babińca Literackiego 2016-2019, Fundacja Duży Format, Warszawa 2020
- prace krytyczne
  - Polish Literature and Transformation, red. Ursula Phillips oraz Knut Andreas Grimstad i Krisem Van Heuckelom, LIT Verlag, Berlin 2013[21]
- Przekłady
  - Xu Lizhi, Nekrolog orzeszka ziemnego, przeł. Wioletta Grzegorzewska, Kraków 2017, Wydawnictwo Eperons-Ostrogi, ISBN 978-83-946471-9-3.